# Кеклер, Уильям
Уильям Кеклер (англ. William Keckler; р. 1966) — американский поэт и переводчик с французского. Лауреат национальной американской премии «National Poetry Series» за сборник «Санскрит тела» (2002).

## Творчество
В своем творчестве Кеклер исходит из принципиальной автономности природы и сконструированного человеком мира и пытается воссоздать ритмическую организацию этой автономности. Работы последних лет отмечены совместным творчеством поэта с «носителями» искусственного интеллекта, а также вплетением в ткань произведений диалогов поэта с ними. Сочинения неоднократно публиковались в антологиях современной поэзии, в том числе в сборниках «Isn't It Romantic: 100 Love Poems by Younger American Poets» (Wave Books, NYC), «In the Criminal's Cabinet» (nth position, London) and «poem, home: An Ars Poetica» (Paper Kite Press, 2009).

## Признание
- Премия «National Poetry Series» (2002) за сборник «Sanskrit of the Body»
- Премия Гертруды Стайн за новаторскую американскую поэзию (1994-1995) за стихотворение «One Poem»
- Грант «National Endowment for the Arts» (в номинации «поэзия», 1997)

## Избранные сочинения
- "Snow Wok", Shampoo 17
- "Spring Poem," Coconut 14
- "Two Poems," Free Verse
- "Holding Holding" and other poems, Gut Cult
- Sanskrit of the Body (2002, ISBN 978-0-14-200303-9),
- Ants Dissolve in Moonlight (1995, ISBN 978-1-879193-04-8)
- You name it: poehms (неопр.). — Logodaedalus Press, 1998. — ISBN 978-0-9651401-2-6.

## Переводы
- The Kingdom of Farfelu, With Paper Moons (неопр.). — Fugue State Press, 2005. — ISBN 978-1-879193-13-0.. Первый перевод на английский язык ранних сочинений Андре Мальро «Бумажные луны» (1921) и «Королевская дорога» (1930).